# Maternidad (escultura)
L'escultura urbana coneguda pel nom Maternidad, ubicada a una zona verda, junto l'estany del Campo de San Francisco, a la ciutat d'Oviedo, Principat d'Astúries, Espanya, és una de les més d'un centenar que adornen els carrers de l'esmentada ciutat espanyola.
El paisatge urbà d'aquesta ciutat, es veu adornat per obres escultòriques, generalment monuments commemoratius dedicats a personatges d'especial rellevància en un primer moment, i més purament artístiques des de finals del segle xx.
L'escultura, feta de bronze, és obra de Félix Alonso Arena, i està datada 2003. L'artista va cedir els drets a l'Ajuntament perquè pogués fer una reproducció en bronze del seu original. És de menor grandària que el natural i amb una gran senzillesa mostra a una dona, descalça, asseguda tendint els braços cap al nen (que també està desclaç) que la mira.